# さいはての用心棒
『さいはての用心棒』（さいはてのようじんぼう、原題:Per pochi dollari ancora）は、ジョルジオ・フェローニ監督によるマカロニ・ウェスタン。

## あらすじ
南北戦争が終わった直後の頃。北軍はサンダースが率いる南軍の残存部隊とリッグスの強盗団に対し懸念を抱き、ユマ砦に警告のための密書を送ることにする。大尉のルフェーブル、軍曹のピット、南軍の元軍人のゲイリーの三人はユマ砦に向けて出発。ゲイリーとピットは立ち寄った町でコニーという名の魅力的な女性と知り合う。三人は再びユマ砦を目指すが、実はルフェーブルはサンダース、リッグスと内通しておりピットを殺害。ゲイリーはルフェーブルから離れて単身で密書の運搬を続行。コニーと再会するがルフェーブル達と銃撃戦となり、ゲイリーは密書をコニーに預けて一時身を隠す。コニーは元々リッグスから誘惑を受けており、コニーから密書を受け取ろうとしたゲイリーはコニー共々捕らえられてしまう。ゲイリーは凄まじいリンチを受けるが耐え抜き、リッグスの手下達を倒して脱出。南軍の戦友と再会、ゲイリーは戦友にユマ砦への攻撃を止めるように説得するが、半信半疑の戦友は攻撃を続行。しかし密書は既に協力者の手によって砦に届けられており、サンダースの裏切りを知った戦友も攻撃を中止。ゲイリーはルフェーブル達の隠れ場所に乗り込み、コニーを救出。サンダース、リッグスを倒し、ピットの遺品の拳銃でルフェーブルも射殺した。

## キャスト
| 役名           | 俳優                     | 日本語吹替                      | 日本語吹替                                                  |
| 役名           | 俳優                     | NET版                           | TBS版                                                       |
| -------------- | ------------------------ | ------------------------------- | ----------------------------------------------------------- |
| ゲイリー       | ジュリアーノ・ジェンマ   | 野沢那智                        | 野沢那智                                                    |
| リッグス       | ダン・ヴァディス         | 小林清志                        | 渡部猛                                                      |
| ゴールド       | ホセ・カルヴォ           |                                 | 松岡文雄                                                    |
| ルフェーブル   | アンヘル・デル・ポゾ     | 大木民夫                        | 大木民夫                                                    |
| ピット         | ネロ・パッツァフィーニ   | 大塚周夫                        | 増岡弘                                                      |
| ユコー         | ベニート・ステファネリィ |                                 | 飯塚昭三                                                    |
| 大佐           | アントニオ・モリノ・ロホ | 羽佐間道夫                      | 国坂伸                                                      |
| ニューマン     | フリオ・メニコーニ       |                                 | 田中康郎                                                    |
| ウィルソン     | リッカルド・ピスッティ   |                                 | 木原正二郎                                                  |
| テイラー       | ロレンツォ・ロブレド     |                                 | 横井光夫                                                    |
| コニー         | ソフィー・ドーミエ       | 小原乃梨子                      | 小原乃梨子                                                  |
| サンダース     | ジャック・セルナス       | 村瀬正彦                        | 筈見純                                                      |
| 不明 その他    | N/A                      |                                 | 水鳥鉄夫 松岡武司 加藤早紀子 黒部鉄 西村知道                |
| 日本語スタッフ |                          |                                 |                                                             |
| 演出           | 演出                     |                                 | 斯波重治                                                    |
| 翻訳           | 翻訳                     |                                 | 榎あきら                                                    |
| 効果           | 効果                     |                                 | 南部光庸 大橋勝次                                           |
| 調整           | 調整                     |                                 | 桑原邦男                                                    |
| 制作           | 制作                     |                                 | オムニバスプロモーション                                    |
| 解説           | 解説                     | 淀川長治                        | 荻昌弘                                                      |
| 初回放送       | 初回放送                 | 1971年10月17日 『日曜洋画劇場』 | 1975年8月18日 『月曜ロードショー』 21:00-22:55 正味95分29秒 |